# クリア環礁
クリア環礁またはクリア(Kuria)とは、キリバスのギルバート諸島中央、アラヌカの北西にある環礁。ブアリキとオネケの2つの小島から構成されており、両島は互いに幅20メートルの浅瀬で隔てられている。2015年のクリアの人口は1,046人。

## 地理
主要な小島であるブアリキには5つの村、マレナウア、ブアトア、ブアリキ、タボンテバイク、ノラウエアがある。東南端には2つの天然汽水池がある。キリバスの島々の中では、2つの島は比較的広く、最も広い部分では海岸から内陸まで4.26kmあり、南北の長さは8.94kmとなる。クリアの総面積は15.48km2 であり、これはキリバスの島々の平均に近いが、2010年の人口が980人であるため人口密度は低い。
主な行政機関、空港、警察本部、ゲストハウス、中学校はブアリキにある。

### クリアの村
| クリア：人口と土地面積 |              |                    |                       |
| 国勢調査地域           | 2010年の人口 | 島別の土地面積(ha) | 人口密度（1haあたり） |
| オネケ                 | 154          | 525                | 0.3                   |
| マネナウア             | 191          | 1,022.7            | 0.8                   |
| タボンテバイク         | 91           | 1,022.7            | 0.8                   |
| ブアリキ               | 169          | 1,022.7            | 0.8                   |
| ノラウエア             | 247          | 1,022.7            | 0.8                   |
| ブアトア               | 128          | 1,022.7            | 0.8                   |
| 合計                   | 980          | 1,547.7            | 0.6                   |

## 交通
エアー・キリバスのタラワからの国内線が週3便ある(2021年9月現在)。